# Kungliga Vitterhets Historie och Antikvitets Akademien
Kungliga Vitterhets Historie och Antikvitets Akademien (tillige kaldet Kungliga Vitterhetsakademien, forkortet KVHAA) blev oprettet i 1753 af Lovisa Ulrika under navnet Kongliga Svenska Vitterhets-academien, som en humanistisk modsvarighed til den i 1739 oprettede Vetenskapsakademien. Sit nuværende navn fik Vitterhetsakademien i 1786, da Gustav 3. genskabte sin moders akademi samtidig, som han oprettede Svenska Akademien. Akademiet er hjemmehørende i Rettigska huset på Villagatan 3 i Stockholm.

## Formål
Akademiens formål er "at fremme forskning og anden virksomhed inden for humanistiske, religionsvidenskabelige, retsvidenskabeliga og samfundsvidenskabelige discipliner samt kulturmiljøværn". Dette sker frem for alt ved økonomisk støtte og ved en livlig publikationsvirksomhed. Blandt akademiets skrifter kan nævnes Fornvännen. Akademiets ansvarsområder har udviklet sig til att omfatte hele det humanistiske virksomhedsfelt i bredeste mening, omfattende religionsvidenskab, retsvidenskab og samfundsvidenskab samt kulturmiljøværn. På anmodning fra regeringen eller andre offentlige myndigheder, eller på eget initiativ, afgiver akademiet udtalelser i spørgsmål, som vedrører dets virkeområder.
Akademiet ejer og bedriver virksomhed ved Stjernsunds slott, Skånelaholms slott, Stensjö by i Småland og Borgs by på Öland.
Vitterhetsakademiens bibliotek indgår i myndigheden Riksantikvarieämbetet og er et offentligt videnskabeligt specialbibliotek. Det er åbent for almenheden.

## Organisation
Akademiet har op til 30 arbejdende medlemmer inden for enten en historisk-antikvarisk klasse eller en filosofisk-filologisk, samt op til 10 æresmedlemmer. Svenske og udenlandske "korresponderende medlemmer" er ikke begrænsede i antal. Når et arbejdende medlem fylder 70 år, vælges et nyt medlem, idet den 70-årige forbliver i akademiet som emeritus eller emerita. Derför har akademiet for tiden over 100 medlemmer.

## Priser
Diplomer, priser, medaljer og belønninger uddeles normalt på akademiets højtidssammenkomst, som årligt sker den 20. marts. Akademiet uddeler et antal priser så som Gad Rausings pris för framstående humanistisk forskargärning, Ann-Kersti och Carl-Hakon Swensons pris og Rettigska priset. Akademiet uddeler tillige et antal medaljer som Akademiens Gustaf Adolfmedalj med Kongens tilsagn, Akademiens fortjenstmedalje i guld, Akademiets jetong i guld, Antikvariska medaljen i sølv og Inskriftsmedaljen i sølv.